# Vladimir Konstantinov (lední hokejista)
Vladimir Nikolajevič Konstantinov (rusky Владимир Николаевич Константинов; * 19. března 1967 Murmansk) je bývalý ruský profesionální hokejista, který hrál celou svou kariéra v NHL za Detroit Red Wings. Dříve hrál za sovětský klub CSKA Moskva. Jeho kariéra byla ukončena havárií limuzíny pouhých šest dní po zisku Stanley Cupu týmem Red Wings.

## Hráčská kariéra
Vladimir Konstantinov, známý také jako „Vladdie“ a „Vlad The Impaler“ (pro jeho začarované hity), byl celkově 221. v roce 1989 NHL Entry Draft od Detroit Red Wings, poté, co zapůsobil skautem Red Wings na Mistrovství světa juniorů v roce 1987, kde v utkání Sovětský svaz – Kanada vypukla rvačka. Skaut Neil Smith si pamatuje: „Byl to jediný Rus, který se bránil.“ Konstantinov hrál více agresivně než ostatní ruští hráči a specializoval se na rozbourávání herního stylu soupeřů. „Při mém stylu hry,“ vysvětlil, „nemusím střílet góly“. Konstantinovův agresivní styl hry mu také přinesl přezdívku „Vladinator“.
V sezoně 1993–94 zaznamenal tři góly v oslabení, čímž vyrovnal Raymonda Bourque, Jyrki Lumme a Richarda Šmehlíka mezi obránci.
Konstantinov byl také součástí jednotky známé jako „Ruská pětka“, která se skládala z něj, jeho kolegy obránce Vjačeslava Fetisova a útočníků Igora Larionova, Sergeje Fedorova a Vjačeslav Kozlov.
Konstantinov získal cenu NHL Plus / Minus Award v letech 1995–96, s plus / minus rozdílem +60. +60 je nejvyšší hodnocení, které hráč dokončil v posledních 20 sezónách, protože Wayne Gretzky skončil s +70 v sezóně 1986–87.
V letech 1996–97 pomohl Konstantinov svému týmu vyhrát Stanley Cup proti Philadelphia Flyers. Hlavní trenér Flyers Terry Murray očekával, že jeho první lajna ve složení centr Eric Lindros, levé křídlo John LeClair a pravé křídlo Mikael Renberg – známá jako „Legie zkázy“ pro své bodování a houževnatost – bude čelit Konstantinovovi. Nicméně hlavní trenér Red Wings Scotty Bowman překvapil Flyers postavením více technicky orientovaného obranného páru Nicklas Lidström a Larry Murphy, čímž neutralizoval napadání první formace Flyers. Ve stejném roce skončil Konstantinov druhý za Brianem Leetchem v hlasování o vítěze James Norris Memorial Trophy pro nejlepšího obránce NHL. Tato sezóna byla nakonec Konstantinovou poslední.

## Ocenění a úspěchy
- 1992 NHL – All-Rookie Tým
- 1996 NHL – All-Star Tým
- 1996 NHL – Nejlepší hráč v pobytu na ledě (+/-)

## Prvenství
- Debut v NHL – 3. října 1991 (Chicago Blackhawks proti Detroit Red Wings)
- První gól v NHL – 17. října 1991 (Detroit Red Wings proti St. Louis Blues, kanadskému brankáři Vincent Riendeau)
- První asistence v NHL – 26. října 1991 (Detroit Red Wings proti Toronto Maple Leafs)

## Klubová statistika
| Sezóna        | Klub              | Soutěž        |     | Základní část | Základní část | Základní část | Základní část | Základní část |   | Play off | Play off | Play off | Play off | Play off |
| Sezóna        | Klub              | Soutěž        | Z   | G             | A             | B             | TM            | Z             | G | A        | B        | TM       |          |          |
| 1984–85       | CSKA Moskva       | SSSR          | 40  | 1             | 4             | 5             | 10            | —             | — | —        | —        | —        |          |          |
| 1985–86       | CSKA Moskva       | SSSR          | 26  | 4             | 3             | 7             | 12            | —             | — | —        | —        | —        |          |          |
| 1986–87       | CSKA Moskva       | SSSR          | 35  | 2             | 2             | 4             | 19            | —             | — | —        | —        | —        |          |          |
| 1987–88       | CSKA Moskva       | SSSR          | 50  | 3             | 6             | 9             | 32            | —             | — | —        | —        | —        |          |          |
| 1988–89       | CSKA Moskva       | SSSR          | 37  | 7             | 8             | 15            | 20            | —             | — | —        | —        | —        |          |          |
| 1989–90       | CSKA Moskva       | SSSR          | 47  | 14            | 13            | 27            | 44            | —             | — | —        | —        | —        |          |          |
| 1990–91       | CSKA Moskva       | SSSR          | 45  | 5             | 12            | 17            | 42            | —             | — | —        | —        | —        |          |          |
| 1991–92       | Detroit Red Wings | NHL           | 79  | 8             | 25            | 33            | 172           | 11            | 0 | 1        | 1        | 16       |          |          |
| 1992–93       | Detroit Red Wings | NHL           | 82  | 5             | 17            | 22            | 137           | 7             | 0 | 1        | 1        | 8        |          |          |
| 1993–94       | Detroit Red Wings | NHL           | 80  | 12            | 21            | 33            | 138           | 7             | 0 | 2        | 2        | 4        |          |          |
| 1994–95       | ESC Wedemark      | 2.Bun         | 15  | 17            | 13            | 30            | 51            | —             | — | —        | —        | —        |          |          |
| 1994–95       | Detroit Red Wings | NHL           | 47  | 3             | 11            | 14            | 101           | 18            | 1 | 1        | 2        | 22       |          |          |
| 1995–96       | Detroit Red Wings | NHL           | 81  | 14            | 20            | 34            | 139           | 19            | 4 | 5        | 9        | 28       |          |          |
| 1996–97       | Detroit Red Wings | NHL           | 77  | 5             | 33            | 38            | 151           | 20            | 0 | 4        | 4        | 29       |          |          |
| Celkem v SSSR | Celkem v SSSR     | Celkem v SSSR | 280 | 36            | 48            | 84            | 179           | —             | — | —        | —        | —        |          |          |
| Celkem v NHL  | Celkem v NHL      | Celkem v NHL  | 446 | 47            | 127           | 174           | 838           | 82            | 5 | 14       | 19       | 107      |          |          |

## Reprezentace
| Rok                    | Tým                    | Soutěž                 | Z  | G | A | B  | TM |
| ---------------------- | ---------------------- | ---------------------- | -- | - | - | -- | -- |
| 1985                   | Sovětský svaz 18       | MEJ                    | 5  | 1 | 0 | 1  | 8  |
| 1986                   | Sovětský svaz 20       | MSJ                    | 7  | 2 | 4 | 6  | 4  |
| 1986                   | Sovětský svaz          | MS                     | 10 | 1 | 1 | 2  | 8  |
| 1987                   | Sovětský svaz          | MSJ                    | 6  | 1 | 4 | 5  | 8  |
| 1989                   | Sovětský svaz          | MS                     | 8  | 2 | 1 | 3  | 2  |
| 1990                   | Sovětský svaz          | MS                     | 10 | 2 | 2 | 4  | 12 |
| 1991                   | Sovětský svaz          | MS                     | 10 | 0 | 2 | 2  | 37 |
| Juniorská reprezentace | Juniorská reprezentace | Juniorská reprezentace | 18 | 4 | 8 | 12 | 20 |
| Seniorská reprezentace | Seniorská reprezentace | Seniorská reprezentace | 38 | 5 | 6 | 11 | 59 |